# Alstroemeria zoellneri
Alstroemeria zoellneri este o specie de plante monocotiledonate din genul Alstroemeria, familia Alstroemeriaceae, descrisă de Ehrentraut Bayer. Conform Catalogue of Life specia Alstroemeria zoellneri nu are subspecii cunoscute.